# 埃爾托諾 (聖克魯斯省)
埃爾托諾是玻利維亞的城鎮，位於該國中部，由聖克魯斯省負責管轄，距離首府聖克魯斯32公里，面積3.5平方公里，海拔高度529米，2012年人口24,034。
17°59′41″S 63°23′03″W / 17.9947°S 63.3842°W